# Henri-Louis Matter
Henri-Louis Matter, né à Lausanne le 24 août 1946, est un musicien et compositeur vaudois.

## Biographie
Henri-Louis Matter naît à Lausanne le 24 août 1946. Enfant, l'astronomie, la physique et la chimie le passionnent plus que la musique. En 1961, il découvre le bebop et Charlie Parker et commence à jouer du saxophone et de la clarinette en autodidacte. L'année suivante, il entend des œuvres de Debussy lors d'un concert dirigé par Ernest Ansermet, et décide de suivre ses premiers cours d'harmonie au Conservatoire de Lausanne. Ses premières compositions pour piano sont très influencées par Debussy et Scriabine. De 1963 à 1969, il étudie l'harmonie, le contrepoint, la composition et l'orchestration auprès d'Andor Kovach, et remporte plusieurs fois le concours Alexandre Dénéréaz. En 1968, il compose sa première œuvre importante, la Sonate pour violoncelle seul, créée par la jeune violoncelliste canadienne Hélène Gagné.
En 1970, Henri-Louis Matter est cofondateur de l'Ensemble lausannois de musiques artisanales (ELMA), qui se consacre à l'improvisation (musique intuitive). Entre 1972 et 1974, il enseigne l'harmonie à l'Institut de Ribaupierre. La Fondation François Olivier lui commande l'œuvre Temps composés, qui est créée le 15 juin 1974 aux Concerts de l'Ouest, de même que la première version de L'imaginaire, pour deux pianos. À la suite d'une erreur du preneur de son, la bande de l'enregistrement du concert est malheureusement vierge. Henri-Louis Matter le prend comme un signe du destin et renonce à composer durant plusieurs années. En 1976, il est engagé par le magazine romand L'Illustré.
En 1981, Henri-Louis Matter renoue avec la composition lors d'un séjour dans les montagnes neuchâteloises (premier des Rilke-Lieder: Da stieg ein Baum). Parmi ses compositions, citons l'orchestration pour 15 musiciens de La Belle Hélène d'Offenbach, à la demande du Théâtre municipal de Lausanne, les Lenau-Lieder, l'opéra La Femme et le Pantin, les Requiem Gesänge, œuvre écrite à la mémoire de Jean Perrin, et le Triosatz pour cordes. En 1996, un Fonds Henri-Louis Matter a été créé à la Bibliothèque cantonale et universitaire de Lausanne à l'occasion du cinquantième anniversaire du compositeur.
Henri-Louis Matter est en outre l'auteur d'un Webern aux éditions L'Âge d'Homme, qui fait autorité dans les milieux de la musique classique.

## Sources
- « Henri-Louis Matter », sur la base de données des personnalités vaudoises sur la plateforme « Patrinum » de la Bibliothèque cantonale et universitaire de Lausanne.
- Jean-Louis Matthey, Henri-Louis Matter : catalogue des œuvres, Lausanne, Bibliothèque cantonale et universitaire, 1996
- Myriam Tétaz-Gramegna, "La Femme et le Pantin. Le premier opéra d'Henri-Louis Matter: un coup de maître", in: Revue musicale de Suisse romande, 1991/3, p. 191-194